# Norrsjön (Åseda socken, Småland)
Norrsjön är en sjö i Uppvidinge kommun i Småland och ingår i Mörrumsåns huvudavrinningsområde. Sjöns area är 0,03 kvadratkilometer och den befinner sig 290 meter över havet.